# Palais Rose (Tchad)
Pour les articles homonymes, voir palais Rose.
Le palais Toumaï, dénommé palais Rose jusqu'en 2022, parfois simplement appelé « palais présidentiel », est un bâtiment situé à N'Djaména. Il est le siège de la présidence de la république du Tchad et la résidence officielle du président de la République.

## Architecture
Le palais Rose est appelé ainsi en raison de la couleur légèrement rosée de sa façade.
Le Figaro Magazine le décrit comme « un bâtiment rococo, tout en stuc et lustres, miroirs et dorures ».

## Destination
Le palais est le siège de la présidence de la république du Tchad, si bien que le nom du bâtiment est parfois employé par métonymie pour désigner les services de la présidence.
Il est aussi la résidence officielle et le bureau du président de la République, qui y reçoit ses invités lors de visites officielles. La Première dame du Tchad y réside également.